# Hiroki Tōchi
Hiroki Tōchi (東地 宏樹?, Tōchi Hiroki; Tokyo, 26 maggio 1966) è un attore e doppiatore giapponese.
Ha lavorato spesso in molti anime e ha prestato la sua voce per molti videogiochi in particolare per tri-Ace.

## Doppiaggio

### Videogiochi
- Aluze (Arngrim) in Valkyrie Profile, Valkyrie Profile: Lenneth, e Valkyrie Profile 2: Silmeria
- Cyuss Warren in Star Ocean e Star Ocean: First Departure
- Cliff Fittir in Star Ocean: Till The End of Time
- Ernest Raviede e Michael/Decus in Star Ocean: The Second Story, Star Ocean: Second Evolution e Star Ocean: The Second Story R
- Desmond Miles in Assassin's Creed, Assassin's Creed II, Assassin's Creed: Brotherhood', Assassin's Creed: Revelations, Assassin's Creed III, Assassin's Creed IV: Black Flag
- Nathan Drake in Uncharted: Drake's Fortune, Uncharted 2: Il covo dei ladri, Uncharted 3: L'inganno di Drake, Uncharted 4: Fine di un ladro, Uncharted: L'abisso d'oro, PlayStation All-Stars Battle Royale
- Ovan in .hack//G.U.
- Xenos Langley in GrowlanserGrowlanser e Growlanser II: The Sense of Justice
- Malik Caesars in Tales of Graces
- Volsung in Wild Arms 5
- Tachibana Muneshige in Samurai Warriors 3
- Arumat P. Thanatos in Star Ocean: The Last Hope
- Yaag Rosch in Final Fantasy XIII
- Orbus Alhazan in The Legend of Nayuta: Boundless Trails
- Lewis Legend in Lollipop Chainsaw
- Leonhardt Victorian in Anarchy Reigns
- Hugues Courand in Mobile Suit Gundam Battlefield Record U.C. 0081
- Chris Redfield in Marvel vs. Capcom 3: Fate of Two Worlds, Ultimate Marvel vs. Capcom 3, Resident Evil: Revelations, Resident Evil 6, Project X Zone, Resident Evil HD Remaster, Project X Zone 2, Resident Evil 7: Biohazard e Resident Evil Village
- Dimitri Petrenko in Call of Duty: Black Ops
- Zhuyu in Final Fantasy Type-0
- Garen in League of Legends
- Yu Morinaga in Yakuza 5
- Ashe in Dragon's Dogma: Dark Arisen
- Ingbert in NAtURAL DOCtRINE
- Ortega in Dragon Quest Rivals, Dragon Quest III HD-2D Remake
- Souther in Fist of the North Star: Lost Paradise
- Gwilym in Bravely Default II
- Hobyrim Vandam in Tactics Ogre: Reborn
- Lon Beruk in Infinity Strash - Dragon Quest: The Adventure of Dai
- Kihei Hanawa in Like a Dragon Gaiden: The Man Who Erased His Name e Like a Dragon: Infinite Wealth
- Daelophos in Visions of Mana

### Anime
- .hack//Roots (Ovan)
- Angel Beats! (Chaa)
- Black Butler (Baldroy)
- Bleach (Kūgo Ginjō)
- Cobra the Animation (Crystal Bowie)
- Cyberpunk: Edgerunners (Maine)
- D.Gray-man (Cross Marian)
- Fairy Tail (Pantherlily)
- Ginga densetsu Weed (Gin)
- Heroman (Axel Hughes)
- Hunter × Hunter: Greed Island (Gin)
- Il nostro gioco (Kokopelli)
- Ken il guerriero: la leggenda di Raoul il dominatore del cielo (Toki)
- Leviathan (Nikola Tesla)
- Mirage of Blaze: Rebels of the River Edge (Rairen Shimozuma)
- Mobile Suit Gundam 00 (Lasse Aeon)
- Mobile Suit Gundam MS IGLOO (Major Michael Colmatta)
- Mobile Suit Gundam Unicorn (comandante Daguza Mackle)
- Monsters: 103 Passioni Inferno del Dragone  (Cyrano)
- Needless (Adam Arclight)
- Overlord (Zaryusu Shasha)
- Ragna Crimson (Golem)
- Sanda (Babbo Natale)
- Scrapped Princess (Luke Storm)
- Solo Leveling (Baek Yoonho)
- Switch (Masami Ibu)
- The Grimm Variations (N)
- The Seven Deadly Sins - Nanatsu no taizai (Estarossa/Mael)
- Trinity Blood (Abel Nightroad)
- Tsubasa Chronicle (Seishirou) (ep. 19-25)
- Turn A Gundam (Taruka) (ep. 32-34)
- Yakitate!! Japan (Ken Matsushiro; Annunciatore) (ep 1-3)
- Zipang (comandante Takumi Kusaka)

### Film animati
- Animatrix (Dan)
- Resident Evil: Vendetta, Resident Evil: L'isola della morte (Chris Redfield)

### Ruoli doppiati
- Alla deriva (Dan)
- Avatar (Jake Sully)
- Bolt (il Direttore)
- Kyle XY (Tom Foss)
- Megamind (Metro Man)
- Ogni maledetta domenica - Any Given Sunday (Willie Bimen)
- Prison Break (Michael Scofield)
- Ratatouille (Horst)
- Supernatural (Dean Winchester)
- Terminator Salvation (Marcus Wright)
- Toy Story 3 - La grande fuga (Ken)